# 髙橋健太郎 (バレーボール)
髙橋 健太郎（たかはし けんたろう、1995年2月8日 - ）は、日本の男子バレーボール選手である。日本代表。

## 来歴
山形県川西町出身。川西町立第一中学校時代は野球に打ち込みプロ野球選手を目指したが、肘の故障で断念。高校ではスポーツ部活動を止めるつもりであったが、米沢中央高等学校入試時に186cmの高身長がバレーボール部顧問の目に留まった。全国私学バレーボール連盟会長であった同校校長の口添えもあり、バレーボール部へ入部した。
2012年に全日本ユース代表に選出され、アジアユース選手権に出場し、銅メダル獲得に貢献した。
2014年4月、全日本メンバーに登録され、東京オリンピックに向けた強化選手であるTeam COREのメンバーにも選出された。同年のワールドリーグメンバーに登録された。
2015年2月に右膝の骨折により戦線を離脱したが、4月に全日本男子の南部正司監督は期待の全日本若手ユニットである「NEXT4」の一員に指名した。同年9月に開催されたワールドカップ開幕試合であるエジプト戦に途中出場し、メジャー三大大会デビューを果たした。
2016年10月、Vプレミアリーグの東レアローズは髙橋の入部内定を発表した。2017年に筑波大学を卒業し東レに正式に入団。
「NEXT4」の他の3人が代表で実績を残す中、怪我などもあり、3人ほどの輝きを見せれずにいた。それでも、自身の大きな目標である東京オリンピック出場をモチベーションとし練習に励んだ。
2021年、東京オリンピック代表メンバーから落選となった。それにより酷く落胆し、同年に開催されるアジア選手権の招集も辞退し、家族に引退するとまで告げた。しかし、妻に諭されて現役続行を決断した。
2021-22シーズン、先輩でブロックのスペシャリストである富松崇彰からブロックを指導されたこともあり、2021-22 V.LEAGUE DIVISION1 MENでブロック賞、ベスト6、フェアプレー賞を受賞し、成長ぶりを結果としても残した。
2022年、ネーションズリーグでは、開幕前に新型コロナウイルスに感染し第1週の試合に出れない逆境があったが、復帰後はその逆境を跳ね返すような活躍を見せ、特にドイツ戦では6点のブロックポイントを獲得した。特に左手ワンハンドのブロックは話題になり、相手のセッターとミドルブロッカーの様子を見ての好判断が生んだプレーだった。同年度のメインの国際大会である世界選手権を控え、高橋も代表メンバーに招集されたが、家庭の事情により辞退となり、世界選手権出場はならなかった。
2022-23シーズン、2022-23 V.LEAGUE DIVISION1 MENでブロック賞を受賞した。
2023-24シーズン、2023-24 V.LEAGUE DIVISION1 MENではブロック賞とベスト6を受賞した。2023-24シーズン終了後、東レアローズを退団。6月にジェイテクトSTINGS愛知入団が発表された。

## 人物
- 東レアローズ同期の峯村雄大は、髙橋について、マシンガントークが凄いと評している[2]。

## 球歴
- 全日本ユース代表: 2012-2013年
- 日本代表: 2014年-
  - ネーションズリーグ - 2022年、2023年、2024年
  - オリンピック - 2024年
  - ワールドカップ - 2015年
  - ワールドグランドチャンピオンズカップ - 2017年

## 受賞歴
- 2022年 - 2021-22 V.LEAGUE DIVISION1 MEN ブロック賞、ベスト6、フェアプレー賞
- 2023年 - 2022-23 V.LEAGUE DIVISION1 MEN ブロック賞
- 2024年 - 2023-24 V.LEAGUE DIVISION1 MEN ブロック賞、ベスト6

## 所属チーム
- 米沢中央高等学校
- 筑波大学
- 東レアローズ（2017-2024年）
- ジェイテクトSTINGS愛知（2024年-）